# Amberboa odorata
Amberboa odorata là một loài thực vật có hoa trong họ Cúc. Loài này được (Cass.) DC. mô tả khoa học đầu tiên năm 1838.